# Католицизм в Сербии
Католицизм в Сербии. Католическая церковь Сербии — часть всемирной Католической церкви.
Католицизм — вторая по численности конфессия страны после доминирующего православия. По данным переписи населения 2002 года в Сербии живёт около 411 тысяч католиков (5,5 % населения). По данным сайта catholic-hierarchy.org в 2004 году число католиков страны составляло около 521 тысяч человек (7 % населения). Большинство сербских католиков принадлежит латинскому обряду, для католиков византийского обряда создана епархия Руски-Крстура, она насчитывает около 22 тысяч человек. Большинство сербских католиков проживает в автономном крае Воеводина, там католицизм исповедует около 19 % населения. Главным образом католики Сербии принадлежат к этническим меньшинствам: венгры, словаки, хорваты, русины, украинцы и др.

## Структура
Католическая церковь в стране структурно делится на одну архиепархию, три епархии и апостольскую администратуру. Архиепархия Белграда (иногда также называемая «Архиепархия Белград-Смедерево») имеет статус митрополии, ей подчинены две епархии: Суботица и Зренянин. Епархия Срема подчинена архиепархии Джяково-Осиек в соседней Хорватии. Апостольская администратура Призрена (Косово) подчинена напрямую Святому Престолу. Грекокатолики Сербии и объединены в епархию Руски-Крстура, формально ассоциированную с Хорватской грекокатолической церковью, но напрямую подчинённую Святому Престолу. Два храма на территории Сербии имеют почётный статус малых базилик — Собор Святой Терезы Авильской в Суботице и Базилика Святого Димитрия в Сремской-Митровице.
Статистика по епархиям (данные 2008—2010 года):
| Епархия               | Епархия            | Статус                | Митрополия                         | Обряд        | Число католиков | Процент католиков | Число священников | Число приходов |
| Белград               | Београд            | Архиепархия           |                                    | Латинский    | 26 130          | 0,4 %             | 20                | 16             |
| Суботица              | Суботица           | Епархия               | Архиепархия Белграда               | Латинский    | 289 591         | 28,6 %            | 113               | 114            |
| Зренянин              | Зрењанин           | Епархия               | Архиепархия Белграда               | Латинский    | 64 110          | 11,6 %            | 26                | 38             |
| Срем                  | Срем               | Епархия               | Джяково-Осиек                      | Латинский    |                 |                   |                   |                |
| Призрен-Приштина      | Призрен            | Епархия               | прямое подчинение Святому Престолу | Латинский    | 65 000          | 3,1 %             | 64                | 23             |
| Епархия Руски-Крстура | Крстурска епархија | Апостольский экзархат | прямое подчинение Святому Престолу | Византийский | 22 369          |                   | 18                | 21             |